# Any platònic

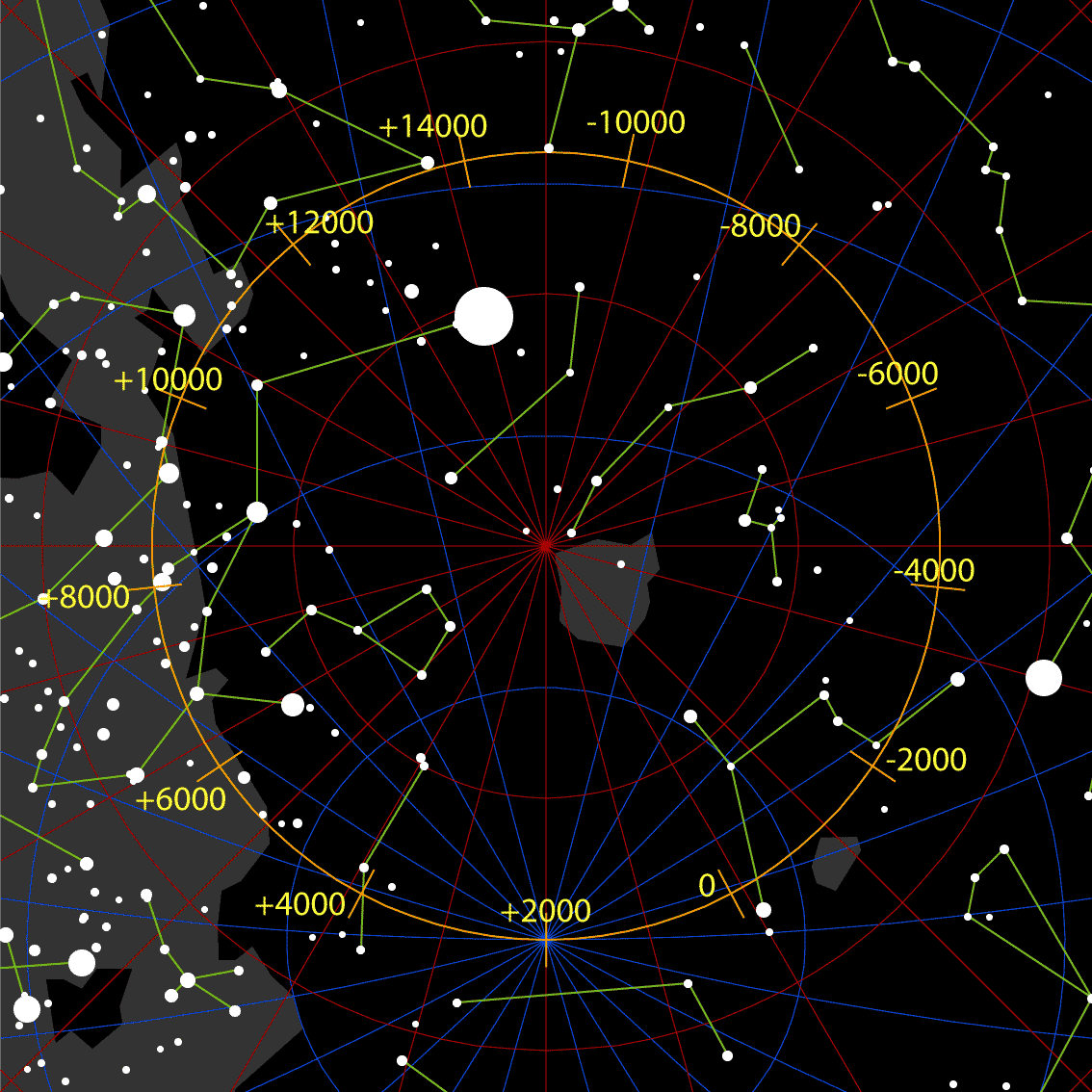
Recorregut del pol sud durant un any platònic, amb indexació dels anys.

En astronomia, un any platònic (conegut en astronomia com gran any o cicle equinocial) és el període que triga la precessió de la Terra en fer una volta completa: dura 25776 anys, de temps solar mitjà a causa de la precessió dels equinoccis, és a dir, es tracta del gir complet de l'eix de rotació de la Terra al voltant de l'actual pol Nord de l'eclíptica. Encara que els astròlegs, en el seu moment, ho van considerar com una constant molt important, per a l'astronomia moderna no té gaire importància.

## Taula de les trobades
Per raó de la precessió dels equinoccis, els signes del zodíac completen el seu recorregut al llarg d'un  gran any  (25.776 anys):
|               |        | Sectors de 30°  | Entrada en el sector | Entrada en el sector | Entrada en el sector | Entrada en el sector | Entrada en el sector |
| Constel·lació | Sector | Mes             | Punt primavera       | Punt estiu           | Punt tardor          | Punt hivern          | Durada               |
| Verge         | 44,1°  | + 12950 - 12850 | + 12170 - 13630      | - 7180               | - 730                | + 5720               | 3160 anys            |
| Lleó          | 35,7°  | - 10700         | - 10470              | - 4020               | + 2430               | + 8880               | 2570 anys            |
| Cranc         | 20,1°  | - 8550          | - 7900               | - 1450               | + 5000               | + 11450              | 1440 anys            |
| Bessons       | 27,9°  | - 6400          | - 6460               | - 10                 | + 6440               | + 12890 -12910       | 2000 anys            |
| Taure         | 36,7°  | - 4250          | - 4460               | + 1990               | + 8440               | - 10910              | 2620 anys            |
| Àries         | 24,7°  | - 2100          | - 1840               | + 4610               | + 11060              | - 8290               | 1770 anys            |
| Peixos        | 37,2°  | + 50            | - 70                 | + 6380               | + 12830 - 12970      | - 6520               | 2670 anys            |
| Aquari        | 24,0°  | + 2200          | + 2600               | + 9050               | - 10300              | - 3850               | 1710 anys            |
| Capricorn     | 28,0°  | + 4350          | + 4310               | + 10760              | - 8590               | - 2140               | 2010 anys            |
| Sagitari      | 33,3°  | + 6500          | + 6320               | + 12770 - 13030      | - 6580               | - 130                | 2380 anys            |
| Serpentari    | 18,6°  | + 8650          | + 8700               | - 10650              | - 4200               | + 2250               | 1340 anys            |
| Escorpí       | 6,7°   | + 8650          | + 10040              | - 9310               | - 2860               | + 3590               | 480 anys             |
| Balança       | 23,0°  | + 10800         | + 10520              | - 8830               | - 2380               | + 4070               | 1650 anys            |

- = A.d.C. 
+= C.